# Teru Shimada
Teru Shimada, nome artístico de Akira Shimada (Mito, 17 de novembro de 1905 - Encino, 19 de junho de 1988), foi um ator nipo-americano.
Estreou no cinema em 1932, no filme The Washington Masquerade. Durante a Segunda Guerra Mundial, ficou recluso no Poston War Relocation Center, maior campo de concentração americano.
Trabalhou ao lado de Cary Grant, em Walk, Don't Run; com William Holden e Grace Kelly em As Pontes de Toko-Ri; junto com Sean Connery em You Only Live Twice; com Adam West em Batman, e em outras dezenas de filmes norte-americano.
Na televisão, atuou em episídios de vários seriados, como Voyage to the Bottom of the Sea, Perry Mason, Hawaii Five-O, The Six Million Dollar Man, entre outros.